# Megalobrama mantschuricus
Megalobrama mantschuricus es una especie de peces de la familia de los Cyprinidae en el orden de los Cypriniformes.

## Morfología
Los machos pueden llegar alcanzar los 37,7 cm de longitud total.

## Hábitat
Es un pez de agua dulce.

## Distribución geográfica
Se encuentra en la cuenca del río Amur y los ríos y lagos costeros del Mar de la China Oriental.